# Зіаур Рахман
Зія Зіаур Рахман (бенг. জিয়াউর রহমান Ziaur Rôhman; 19 січня 1931 — 30 березня 1981) — президент Бангладеш з 1977 до 1981 року.

## Біографія
Народився 19 січня 1931 року в селі Багбарі поблизу міста Богра.
З 1953 до березня 1971 року служив у пакистанській армії. Брав участь у боротьбі за незалежність Бангладеш. Розгромив ліву опозицію, в тому числі віддав розпорядження стратити Абу Тахера ще до проведення лялькового суду над ним. У квітні 1977 року, після виходу у відставку президента Саєма, Рахман став президентом Бангладеш, зберігши повноваження головнокомандувача збройними силами, начальника штаба сухопутних військ, а також міністра фінансів та внутрішніх справ. В результаті загальних виборів 1978 року обраний президентом Бангладеш й очолив уряд. Понизив у посаді свого давнього сподвижника генерала Мансура, перевівши його з головної військової адміністрації на командування округом. 29 травня 1981 року Рахман здійснив візит до міста Читтагонг, який входив до складу цього округу. У ніч на 30 травня Мансур підняв свої частини на штурм резиденції, де перебував президент. Зіаура Рахмана було вбито.